# Seungri
Seungri (en coréen: 승리; ce qui signifie victoire), de son vrai nom Lee Seung-Hyun (en coréen: 이승현), né le 12 décembre 1990 à Gwangju en Corée du Sud, est un chanteur sud-coréen. Il est membre du groupe BigBang jusqu'en 2019.Il quitta le groupe a cause du scandale de Burning Sun 

## Biographie

### Jeunesse
Avant de rejoindre le groupe, il fut membre d'un groupe de danse à Gwangju.
Seungri est d'abord apparu à la télévision dans la série de téléréalité Cokeplay Let's: M. Net Battle Shinhwa, une émission dans laquelle Shinhwa a tenté de créer un groupe qui pourrait être un « second Shinhwa ». Bien qu'il ait été remarqué pour ses talents de danse, son manque de maîtrise vocale l'amène à être éliminé.

### Carrière
Il a ensuite été repéré par le label YG Entertainment et a rejoint le groupe sud-coréen Big Bang en tant que maknae.
Seungri avait initialement été éliminé lors du neuvième épisode de la série documentaire du groupe, une sorte de survival afin de choisir les membres qui allaient le constituer. On lui a donc donné une dernière chance d'impressionner Yang Hyun Suk, le chef de la direction ue YG Entertainment et il a réussi, choisissant non pas de se consacrer corps et âme à la danse, qui était son grand point fort, mais au chant, qui l'était moins à l'époque.

## Affaires judiciaires

### Implication dans le scandale du Burning Sun
En mars 2019, il se retire de l'industrie musicale et met fin temporairement à sa carrière en raison du scandale du Burning Sun, où il est suspecté d'« incitation à la prostitution ». Son mandat d’arrêt est invalidé le 14 mai 2019. Il pourrait par ailleurs être impliqué dans des affaires de vente de drogue et d'agressions sexuelles au Burning Sun (discothèque de Gangnam où il était directeur des relations publiques). Au 25 juin 2019, il fait l'objet de sept chefs d'accusation, dont sollicitation de prostituées, détournement de fonds et destruction de preuves.
Le 12 août 2021, un tribunal militaire le reconnaît coupable de neuf chefs d'inculpation, notamment de proxénétisme, le condamnant à trois ans de prison ainsi qu'au versement de 1,15 milliard de won (soit environ 750 000 euros) de dommages et intérêts.

## Discographie

### Album
| Année | Album détails | Classement des charts | Ventes           | Liste des titres |
| Année | Album détails | Japon                 | Ventes           | Liste des titres |
| ----- | --- | --------------------- | ---------------- | --- |
| 2013  | Let's Talk About Love - Mise en vente : 9 octobre 2013 - Langue : Japonais - Format : CD, DVD - Label : YGEX Entertainment                               | 1                     | - Japon : 19 958 | 1. INTRO [LET'S TALK ABOUT LOVE] 2. 僕を見つめて [GOTTA TALK TO U] 3. GG BE feat. JENNIE KIM of YG NEW ARTIST 4. アイなんていらない [COME TO MY] 5. YOU HOOOO!!! 6. LOVE BOX 7. STRONG BABY feat. G-DRAGON of BIGBANG 8. V.V.I.P 9. I KNOW with May J. 10. MAGIC 11. WHITE LOVE 12. WHAT CAN I DO 13. LET'S TALK ABOUT LOVE feat. G-DRAGON & SOL of BIGBANG (KR Ver.) 14. 僕を見つめて [GOTTA TALK TO U] (Hard Remix Ver.) |
| 2018  | The Great Seungri - Mise en vente : 20 juillet 2018 - Langue : Coréen - Format : CD, Plateformes de téléchargement de musique - Label : YG Entertainment |                       | - Corée : 47 375 | 1. 1, 2, 3 2. WHERE R U FROM (ft. Mino) 3. LOVE IS YOU (ft. Blue.D) 4. 몰라도 (MOLLADO) 5. 달콤한 거짓말 (SWEET LIE) 6. BE FRIEND 7. HOTLINE 8. 혼자 있는법 (ALONE) 9. GOOD LUCK TO YOU |

### Extended play(EP)
| Année | Album détails | Classement des charts | Ventes                                  | Liste des titres |
| Année | Album détails | Corée                 | Ventes                                  | Liste des titres |
| ----- | --- | --------------------- | --------------------------------------- | --- |
| 2011  | V.V.I.P - Mise en vente : 20 janvier 2011 - Langue : Coréen - Format : CD, Téléchargement de musique - Label : YG Entertainment            | 1                     | - Corée du Sud : 44 462 - Japon : 2 114 | 1. V.V.I.P 2. 어쩌라고 3. 창문을 열어 (FEAT. G-DRAGON) 4. MAGIC 5. I KNOW (WITH. 아이유) 6. WHITE LOVE 7. OUTRO (IN MY WORLD) |
| 2013  | Let's Talk About Love - Mise en vente : 19 août 2013 - Langue : Coréen - Format : CD, Téléchargement de musique - Label : YG Entertainment | 1                     | - Corée du Sud : 77 866 - Japon : 2 854 | 1. LET’S TALK ABOUT LOVE [Feat. G-DRAGON & Taeyang OF BIGBANG] 2. 할말있어요 [GOTTA TALK TO U] 3. GG BE (지지베) [Feat. JENNIE KIM OF YG NEW ARTIST] 4. 그 딴 거 없어 [COME TO MY] 5. YOU HOOOO!!! 6. LOVE BOX 7. 할말있어요 (HARD REMIX VER) |

### Singles
- The Next Day (2006)
- Strong Baby avec G-Dragon (2008)
- Gotta Talk To U (2013)

### DVD
- V World (2011)

## Filmographie

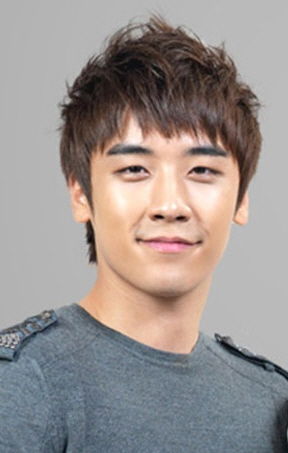
Seungri en 2010.

### Apparitions dans des clips
| Année | Titre                     | Note  |
| ----- | ------------------------- | ----- |
| 2008  | Taeyang – Only Look At Me |       |
| 2010  | GD & TOP - High High      | Caméo |

### Comédies musicales
| Année | Titre               | Rôle |
| ----- | ------------------- | ---- |
| 2008  | Sonagi              |      |
| 2009  | Shouting! (소리쳐!) |      |

### Emissions télévisées
- Show! Music Core (2008–2009)
- Family Outing season 1 (2009)
- Enjoy Today (2010)
- Infinite Challenge (2011) EP 248 ,249
- King Of Idol (2011)
- Night After Night (2011)
- Running Man (2011, 2012, 2013, 2014, 2015, 2018)
- happy together (2015)

### Drama
| Année     | Titre                                                                        | Rôle                              | Chaîne  |
| --------- | ---------------------------------------------------------------------------- | --------------------------------- | ------- |
| 2010      | Haru                                                                         | Caméo                             |         |
| 2011      | Lights and Shadows                                                           | Ahn Jae-su (caméo, ep 9-10)       | MBC     |
| 2013      | Kindaichi Shonen no Jikenbo (The Files of Young Kindaichi - Lost in Kowloon) | Kim Yong-Dong                     | NTV     |
| 2013-2014 | Yubikoi ~Kimini Okuru Message~ - A Message Send To You                       | Etudiant coréen étudiant au Japon |         |
| 2014      | Angel Eyes                                                                   | Teddy Seo                         | SBS     |
| 2018      | YG Future Strategy Office                                                    | Lui-même                          | Netflix |

### Films
| Année | Film                          | Rôle         |
| ----- | ----------------------------- | ------------ |
| 2009  | Nineteen                      | Park Min-seo |
| 2009  | Why Did You Come to My House? | Park Ji-Min  |
| 2018  | Love Only                     | Han Seung-ho |

## Victoires deMusic Chart

### SBS Inkigayo
| Année | Date       | Chanson       |
| ----- | ---------- | ------------- |
| 2009  | 22 janvier | Strong Baby   |
| 2009  | 5 février  | Strong Baby   |
| 2009  | 19 février | Strong Baby   |
| 2011  | 27 janvier | V.V.I.P       |
| 2011  | 3 février  | What Can I Do |
| 2011  | 10 février | What Can I Do |